# Когда песня не кончается
«Когда песня не кончается» — советский цветной художественный музыкальный фильм, снятый в 1964 году режиссёром Романом Тихомировым на киностудии «Ленфильм».
Премьера состоялась 30 апреля 1965 года. Фильм посмотрели 16,5 млн зрителей.

## Сюжет
На фестиваль «Ленинградское лето» приезжают известные деятели искусств, молодые артисты оперы, балета, эстрады, цирка и коллективы художественной самодеятельности. Сюда приезжает и молодая певица Светлана Невская. До конца праздника девушку преследует влюбившийся в неё лейтенант милиции.

## Роли исполняют
- Галина Сполуденная — Светлана Невская (главная роль)
- Дальвин Щербаков — лейтенант милиции (главная роль)
- Эммануил Мигиров — Костя, кинооператор / исполнитель танцевального номера (главная роль)
- Владимир Хворостов — Вася, звукооператор / исполнитель танцевального номера (главная роль)
- Людмила Зыкина — певица
- Георг Отс — певец
- Галина Ковалёва — певица
- Наталья Макарова — Лебедь, балерина
- Муслим Магомаев — певец
- Тамара Милашкина — певица
- Аркадий Райкин — пантомима «Рыбалка»
- Эдита Пьеха — певица

## Съёмочная группа
- Режиссёр: Роман Тихомиров
- Автор сценария: Анатолий Бадхен
- Оператор: Евгений Шапиро
- Художник-постановщик: Андрей Вагин
- Композиторы: Андрей Петров, Георгий Портнов, Василий Соловьёв-Седой, Владимир Фёдоров, Георгий Фиртич
- Текст песен: В. Григорьев, Лев Куклин, Юзеф Принцев, С. Фогельсон

## Музыка
В фильме звучат произведения Арно Бабаджаняна, Олега Лундстрема, И. Лебедевской, Александра Островского, Николая Капустина, Рейнгольда Глиэра, Арама Хачатуряна, Камиля Сен-Санса и Леонтия Шишко, а также песни в исполнении Майи Кристалинской и Эдуарда Хиля.

## Критика
И всё-таки грустно смотреть на эту работу «Ленфильма» — откровенно декоративную, провинциально помпезную, безнадёжно далёкую от искусства. То и дело думаешь о том, сколько ещё будет искать Светлану лейтенант ГАИ, отчего так затянулись съёмки у Кости и Васи и почему же так долго не кончается песня.
— Зиновий Паперный, журнал «Советский экран», №11, 1965